# Бонево (гміна)
Гміна Бонево (пол. Gmina Boniewo) — сільська гміна у північній Польщі. Належить до Влоцлавського повіту Куявсько-Поморського воєводства.
Станом на 31 грудня 2011 у гміні проживало 3565 осіб.

## Площа
Згідно з даними за 2007 рік площа гміни становила 77.72 км², у тому числі:
- орні землі: 86.00%
- ліси: 5.00%

Таким чином, площа гміни становить 5.28% площі повіту.

## Населення
Станом на 31 грудня 2011:
| Опис     | Загалом | Загалом | Чоловіки | Чоловіки | Жінки | Жінки |
| -------- | ------- | ------- | -------- | -------- | ----- | ----- |
| одиниця  | осіб    | %       | осіб     | %        | осіб  | %     |
| все      | 3565    | 100     | 1785     | 50.07    | 1780  | 49.93 |
| міське   | 0       | 100     | 0        |          | 0     |       |
| сільське | 3565    | 100     | 1785     | 50.07    | 1780  | 49.93 |

## Сусідні гміни
Гміна Бонево межує з такими гмінами: Хоцень, Ходеч, Ізбиця-Куявська, Любранець.